# Horváth M. Judit
Horváth M. Judit (Sárvár, 1952. szeptember 20. –) magyar fotóművész.

## Élete
Szülővárosában járt általános és középiskolába is. 1969 és 1981 között gyermekápolónőként dolgozott. 1985-ban kezdett hivatásszerűen fényképezni, kezdetben szabadúszóként különböző folyóiratoknál. 
1990-től 1995-is az Amaro Drom romalap képszerkesztő-fotóriportere, majd 3 évig a lap főszerkesztője volt. A férjével fotózták Magyarország több romatelepét, és a Budapesten élő romák életét. 1998-ban jelent meg Más Világ című közös kötetük. 2002-ben létrehozták a Kópia Fotógalériát. 
1998 és 2012 között hat egyéni és tizenkét csoportos kiállításon szerepelt fényképeivel.

### Tagságai
- Magyar Újságírók Országos Szövetsége
- Magyar Fotóművészek Szövetsége

## Egyéni tárlatai
- 1998: Más Világ, Mediawave, Győr
- 1999: Más Világ, Vigadó Galéria, Budapest
- 2000: Más Világ, Kaunas (Litvánia), Bécs, Helsinki
- 2007: Más Világ, Bielsko-Biała, (Lengyelország)
- 2009: Csalóka látszat, Mai Manó, Budapest
- 2015: Néma párbeszéd, Artphoto Galéria, Budapest

## Csoportos kiállítások

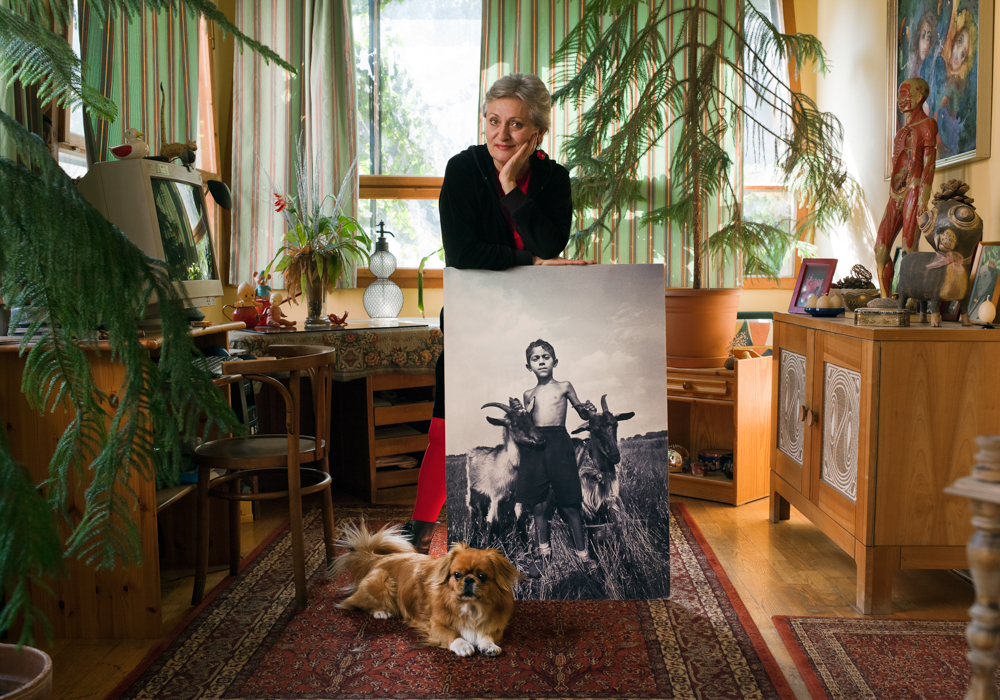
Másvilág, Ibrány (1995) című fényképével
Urbán Ádám PéldaKÉPek című sorozatából

- 1993: „A világ létra…”, Néprajzi Múzeum
- 1994: Sajtófotó, Néprajzi Múzeum, Budapest
- 1999: Sarah Mortland Galéria és a magyar konzulátus, New York (USA)
- 2001: Regards Hongrois, Párizs (Franciaország)
- 2006: Válogatott Képek, Budapest Galéria
- 2006: Kutyavilág, Mai Manó Galéria, Budapest
- 2007: Más Világ, San Sperate, Szardínia
- 2008: Most megmutatjuk! Bécs, Collegium Hungaricum
- 2008: Die vergessenen Europaer, Köln, Városi Múzeum

## Művei gyűjteményekben
- Magyar Fotográfiai Múzeum
- a Magyar Nemzeti Múzeum Történeti Fényképtára
- a Körmendi-Csák 20. századi Magyar Fotográfiai Gyűjtemény[3]

## Kötetei
- Horváth M. Judit–Stalter György: Más világ; szöveg Kerényi György; szerzői, Budapest, 1998
- Csalóka látszat; szerzői, Budapest, 2010

## Elismerési, díjai
- Sajtófotó – Esszédíj (1994)[4]
- Balogh Rudolf-díj (2016)